# Açailândia
Açailândia là một đô thị thuộc bang Maranhão, Brasil. Đô thị này có diện tích 5806,307 km², dân số năm 2007 là 90674 người, mật độ 15,62 người/km².